# Мезостигмати
Мезостигмати (Mesostigmata) — ряд паразитоформних кліщів. Багато представників ряду є не паразитами, а вільноживучими хижими кліщами. 
Фахівці розрізняють понад 8000 видів мезостигмат, чверть з них представляють родину фітосеїд (Phytoseiidae). Іншими родинами цього ряду є такі: Diplogyniidae, Macrochelidae, Pachylaelapidae, Uropodidae і Veigaiaidae.

## дослідження та дослідники
Хижі кліщі є одним з об'єктів уваги фахівців з захисту рослин, зокрема й акарологів, які розроблять біологічні методи регуляції популяцій рослинноїдних членистоногих, зокрема й шлях підтримки популяцій хижих кліщів, зокрема й кліщів з родини фітосеїд (Phytoseidae). Зокрема, відомим фахівцем у цій галузі є й український дослідник Святослав Погребняк.

## Класифікація
Близько 100 родин, 26 надродин, 12 підрядів, 900 родів, понад 8000 видів.

### підряд Monogynaspida
- Arctacarina (2 роди, 6 видів)

- Arctacaroidea

- Arctacaridae

- Dermanyssina (559 родів, 5,141 вид)

- Rhodacaroidea (72 роди, 506 видів)

- Ologamasidae (36 родів, 236 видів)
- Euryparasitidae
- Rhodacaridae
- Digamasellidae (5 родів, 170 видів)
- Laelaptonyssidae
- Panteniphididae

- Veigaioidea (4 роди, 59 видів)

- Veigaiidae

- Eviphidoidea (72 роди, 505 видів)

- Macrochelidae
- Parholaspididae
- Pachylaelapidae
- Megalolaelapidae
- Eviphididae

- Ascoidea (138 родів, 2,721 вид)

- Ameroseiidae
- Ascidae (39 родів, 558 видів)
- Halolaelapidae
- Melicharidae
- Otopheidomenidae
- Phytoseiidae (67 родів, 2,000 видів)
- Podocinidae

- Dermanyssoidea (273 роди, 1,359 видів)

- Trichoaspididae
- Larvamimidae
- Leptolaelapidae
- Varroidae
- Laelapidae (144 роди, 791 вид)
- Haemogamasidae
- Pneumophionyssidae
- Dermanyssidae
- Hirstionyssidae
- Hystrichonyssidae
- Macronyssidae (26 родів, 127 видів)
- Rhinonyssidae (30 родів, 160 видів)
- Spinturnicidae
- Spelaeorhynchidae
- Halarachnidae
- Raillietiidae
- Entonyssidae
- Ixodorhynchidae
- Omentolaelapidae
- Dasyponyssidae
- Manitherionyssidae

- Diarthrophallina (22 роди, 63 види)

- Diarthrophalloidea

- Diarthrophallidae

- Epicriina (43 роди, 233 види)

- Epicrioidea

- Epicriidae
- Dwigubskyiidae
- Coprozerconidae
- Zerconidae (37 родів, 214 види)

- Heatherellina (1 рід, 2 види)

- Heatherellidae

- Heterozerconina (10 родів, 17 видів)

- Heterozerconidae
- Discozerconidae

- Sejina (10 родів, 59 видів)

- Sejoidea

- Sejidae

- Microgyniina (3 роди, 6 видів)

- Microgynioidea

- Nothogynidae
- Microgyniidae

- Parasitina (32 роди, 363 види)

- Parasitoidea

- Parasitidae

- Uropodina (92 роди, 2,167 видів)

- Uropodoidea

- Protodinychidae
- Thinozerconidae
- Polyaspididae
- Trachytidae
- Dithinozerconidae
- Nenteriidae
- Trematuridae
- Macrodinychidae
- Trigonuropodidae
- Urodinychidae
- Dinychidae (12 родів, 71 вид)
- Uroactinidae (1 рід, 57 видів)
- Circocyllibamidae
- Deraiophoridae (1 рід, 67 видів)
- Discourellidae (1 рід, 72 види)
- Uropodidae (35 родів, 577 видів)
- Metagynuridae
- Oplitidae (5 родів, 184 види)
- Trachyuropodidae (7 родів, 110 видів

### підряд Trigynaspida
- Antennophorina (101 рід, 210 видів)

- Aenicteguoidea

- Aenicteguidae
- Messoracaridae
- Physalozerconidae
- Ptochacaridae

- Antennophoroidea

- Antennophoridae

- Celaenopsoidea (73 роди, 120 видів)

- Neotenogyniidae
- Celaenopsidae
- Costacaridae
- Schizogyniidae
- Megacelaenopsidae
- Triplogyniidae
- Meinertulidae
- Diplogyniidae (40 родів, 64 види)
- Euzerconidae

- Fedrizzioidea (12 родів, 62 види)

- Fedrizziidae
- Klinckowstroemiidae
- Promegistidae
- Paramegistidae

- Megisthanoidea

- Hoplomegistidae
- Megisthanidae

- Parantennuloidea

- Parantennulidae
- Philodanidae

- Cercomegistina (11 родів, 12 видів)

- Cercomegistoidea

- Cercomegistidae
- Saltiseiidae
- Asternoseiidae
- Davacaridae
- Seiodidae
- Pyrosejidae